# L'Armée des ombres
Pour les articles homonymes, voir L'Armée des ombres (homonymie).
Pour plus de détails, voir Fiche technique et Distribution.
L'Armée des ombres est un film franco-italien réalisé par Jean-Pierre Melville et sorti en 1969. Il s'agit d'une adaptation du roman du même nom de Joseph Kessel, publié en 1943.
Lino Ventura y incarne Philippe Gerbier, arrêté pour « pensées gaullistes » et dirigeant un réseau de résistants. Il s'échappe lors de son transfert vers la Gestapo parisienne. Mais les arrestations des membres de son réseau se suivent et les tentatives de libération ne sont pas toutes fructueuses.

## Synopsis

La séquence d'ouverture du film représente un défilé de la Wehrmacht devant l'Arc de triomphe à Paris.

En juin 1942, en France occupée. Philippe Gerbier, ingénieur distingué des Ponts et Chaussées, soupçonné de « pensées gaullistes », est arrêté par la police de Vichy et placé dans un camp de prisonniers reconverti en camp de concentration. Il tranche avec les autres prisonniers par une force de caractère peu commune et par les appuis qui l'ont placé dans ce camp. Quelques jours plus tard, les autorités françaises remettent Gerbier à la Gestapo, la police secrète nazie, qui le transfère à Paris pour un interrogatoire à l'hôtel Majestic. Gerbier réussit à s'échapper avec l'aide d'un résistant anonyme et d'un coiffeur apparemment pétainiste, puis retourne à Marseille où est basé le réseau qu'il dirige effectivement.
Le bras droit de Gerbier, Félix Lepercq, a identifié un certain Paul (le jeune Dounat) comme le traître qui a dénoncé son chef. Avec l'aide de Guillaume Vermersch, dit « Le Bison », un colosse d'une loyauté absolue et ancien de la Légion, Félix et Gerbier conduisent Paul dans une maison inhabitée de Marseille pour l'y exécuter. Ils y retrouvent Claude Ullmann, dit « Le Masque », un jeune résistant désireux de faire ses preuves dans une mission difficile. Cependant, l'exécution de Paul, prévue au pistolet, s'avère impossible car une famille a emménagé la veille dans la maison voisine et ne manquerait pas d'entendre les coups de feu en raison de la minceur des murs. Ayant cherché en vain une autre méthode, Gerbier ordonne à ses hommes de l'aider à étrangler leur captif. Le Masque recule devant la manière de l'exécution, laquelle est pour lui une première, mais Gerbier le rabroue durement et lui confie avec une pointe d'émotion que c'est la première fois pour lui aussi. Le Masque se reprend et les trois hommes mènent à bien leur sinistre besogne.
Marqué par l'exécution, Félix arrive dans un bar et tombe sur un ancien camarade d'escadrille, Jean-François Jardie — un homme séduisant et athlétique, amoureux du risque, mais discret et fiable. Ce dernier accepte l'offre de Félix de s'engager dans la Résistance, à la fois par ennui et par goût de l'aventure. Il mène ensuite avec succès plusieurs opérations d'importance croissante. Lors de sa première mission à Paris, Jean-François fait la connaissance de Mathilde qui, sous l'apparence d'une ménagère anonyme, est en fait une pièce maîtresse du réseau de Gerbier à l'insu de son mari et de sa fille. Sa mission accomplie, Jean-François rend une visite-surprise à son frère aîné Luc, qu'il surnomme « Saint-Luc », philosophe de renom qui mène une vie érudite et contemplative dans son hôtel particulier du 16e arrondissement. N'ayant pas vu son frère depuis longtemps, et ne se sentant plus assez proche de lui, Jean-François résiste à la tentation de lui faire connaître son engagement.
Gerbier, qui s'est installé à Lyon, prépare avec Félix son voyage au quartier général de la France libre à Londres. Il doit embarquer de nuit dans un sous-marin britannique dans la calanque marseillaise d'En-Vau avec un groupe d'aviateurs abattus. Jean-François et Le Bison assureront la sécurité de l'opération. Au dernier moment, Gerbier informe Félix que le Grand Patron, le chef de leur groupe, dont l'identité est un secret jalousement gardé, sera lui aussi du voyage. Après que tous les autres ont embarqué, Jean-François conduit le Grand Patron jusqu'au sous-marin dans l'obscurité totale, puis retourne à terre sans jamais avoir vu son passager. Ce n'est que lorsque celui-ci est à bord que la lumière se fait sur le Grand Patron, qui n'est autre que son frère, Luc Jardie.
À Londres, Gerbier reçoit un appui logistique renforcé pour son réseau et Luc Jardie est fait Compagnon de la Libération en privé par Charles de Gaulle lui-même. Gerbier écourte cependant son séjour lorsqu'il apprend l'arrestation de Félix par la Gestapo. Parachuté en France, il est abrité près d'Annecy en toute connaissance de cause par le baron de Ferté-Talloire, royaliste convaincu qui déteste l'occupant encore plus que la République. En l'absence de Gerbier, Mathilde a pris le commandement et se révèle un chef exceptionnel. Elle a appris que Félix est détenu sous garde renforcée par la Gestapo à Lyon et met au point un audacieux plan d'évasion : à bord d'une fausse ambulance, elle affirmera avoir été envoyée pour ramener Félix à Paris. Il faut auparavant prévenir Félix pour garantir le succès du plan ; mais Mathilde, malgré toute son ingéniosité, n'en trouve pas le moyen. Secrètement, Jean-François, qui a assisté en silence à toutes les discussions, rédige une lettre de démission à Gerbier et se dénonce à la Gestapo par une lettre anonyme, avec l'espoir d'être enfermé avec son ancien camarade de régiment. Après interrogatoire et passage à tabac, Jean-François est effectivement mis dans la même cellule que Félix qui est dans un état critique à la suite des tortures dont il a fait l'objet.
Mathilde, ignorant tout du geste de Jean-François, convainc tout de même Gerbier de mettre le plan à exécution à condition que celui-ci ne participe pas à l'opération. Déguisée en infirmière militaire allemande et accompagnée du Bison et du Masque, eux aussi en uniforme allemand, Mathilde se présente en ambulance à la prison lyonnaise de Félix, porteuse d'un ordre contrefait pour le transfert de Félix à Paris. Déjouant le contrôle d'entrée du camp grâce à un allemand parfait, Mathilde pénètre dans la cour centrale de la prison avec l'ambulance au vu de Jean-François. Le médecin militaire de la prison examine Félix dans sa cellule et le déclare intransportable, confiant à Jean-François puis à Mathilde qu'il ne survivra pas à ses blessures. Mathilde n'a alors d'autre choix que de prendre la nouvelle avec flegme et de repartir bredouille. Voyant que l'opération échoue, Jean-François propose à Félix son unique pilule de cyanure pour lui donner la possibilité d'abréger ses souffrances en se suicidant, tout en lui faisant croire qu'il en a plusieurs.
Serré de plus en plus près par la Gestapo qui a arrêté et exécuté sans jugement Ferté-Talloire et son personnel, Gerbier retrouve Mathilde dans un restaurant de Lyon. Celle-ci, ayant vu dans le porche d'entrée de la prison le portrait de Gerbier sur une affiche de personnes recherchées, l'implore de fuir à Londres, mais Gerbier refuse devant le besoin d'organiser le commandement des nombreux maquis qui se sont formés dans la région. Alors que Mathilde quitte le restaurant, Gerbier est pris dans une descente de police fortuite contre la fraude aux tickets de rationnement. Reconnu et remis aux Allemands, Gerbier est conduit avec d'autres prisonniers dans le long couloir d'un champ de tir, où un officier SS leur explique la règle du « jeu ». Une mitrailleuse est en batterie juste derrière les prisonniers. Au signal de l'officier, les prisonniers doivent courir aussi vite que possible vers le fond du champ de tir. L'officier donnera un peu d'avance aux prisonniers avant de commander le feu ; l'exécution des condamnés qui atteignent le mur vivants sera ajournée jusqu'à celle du lot suivant de prisonniers. Au signal, Gerbier refuse de courir mais l'officier le force en tirant à ses pieds. C'est à ce moment que l'équipe de Mathilde, en position sur le toit, lance des fumigènes pour obstruer le champ de tir et parvient à extraire Gerbier de justesse au moyen d'une corde. Le Bison conduit ensuite Gerbier dans une ferme abandonnée où il doit se cacher et attendre, seul, de nouveaux ordres.
Trois semaines passent, puis Gerbier reçoit la visite inattendue de Luc Jardie, qui est venu chercher conseil auprès de lui après l'arrestation de Mathilde : malgré la mise en garde de Gerbier, celle-ci avait conservé sur elle une photo de sa fille. La Gestapo lui donne le choix : ou Mathilde dit tout sur le réseau, ou bien sa fille sera envoyée en Pologne dans un bordel pour soldats revenus du front russe. À peine le Grand Patron a-t-il expliqué la situation à Gerbier que Le Bison et Le Masque s'annoncent. N'estimant pas nécessaire que sa présence soit connue, Jardie se retire dans une pièce attenante pendant que les deux hommes apportent un courrier codé à Gerbier. Celui-ci apprend que Mathilde a été remise en liberté la veille et que deux membres du réseau ont été arrêtés peu après. Il ordonne l'exécution immédiate de Mathilde mais Le Bison refuse d'obéir, promettant d'empêcher Gerbier par la force si nécessaire. Gerbier et Le Masque s’avancent pour le neutraliser, quand Jardie entre dans la pièce.
Conscient du danger que représente désormais Mathilde pour le réseau, Jardie estime comme Gerbier que sa liquidation est nécessaire ; mais l'admiration et la tendresse aveugle du Bison pour Mathilde empêchent ce dernier d'accepter la nécessité de la tuer. Jardie lui explique que le comportement de Mathilde, qui n'a livré que deux hommes malgré sa mémoire photographique et s'est fait remettre en liberté sous le prétexte de conduire la Gestapo au reste du réseau, n'a pour but que de donner à la Résistance l'occasion de l'abattre pour protéger le réseau tout en sauvant sa fille. Le Bison se rend à l'implacable logique de Jardie et accepte la tâche, à laquelle Jardie annonce sa participation afin de faire à Mathilde un adieu digne d'elle. Mais, peu après, Jardie avoue à Gerbier ne pas être convaincu de ce qu'il a avancé.
Quelques jours après, le 23 février 1943, Mathilde marche dans la contre-allée de l'avenue Hoche à Paris, lorsque Jardie et ses hommes s'approchent au ralenti dans une voiture allemande, à la hauteur du numéro 4 de l'avenue, en face du parc Monceau. En les voyant, Mathilde se fige et lance à Jardie un long regard pendant que Le Bison sort lentement un pistolet et l'abat de deux coups de feu. La voiture prend rapidement la fuite.

Le film s'achève sur une série de plans annonçant la fin tragique des quatre hommes : 

« Claude Ullmann, dit « Le Masque », eut le temps d'avaler sa pilule de cyanure, le 8 novembre 1943. Guillaume Vermersch, dit « Le Bison », fut décapité à la hache dans une prison allemande le 16 décembre 1943. Luc Jardie mourut sous la torture le 22 janvier 1944 après avoir livré un nom : le sien… Et le 13 février 1944, Philippe Gerbier décida, cette fois-là, de ne pas courir. »

## Fiche technique
- Titre original : L'Armée des ombres
- Réalisation : Jean-Pierre Melville assisté de Jean-François Adam
- Scénario, adaptation et dialogues : Jean-Pierre Melville, d'après le roman éponyme de Joseph Kessel
- Musique : Éric Demarsan
- Photographie : Pierre Lhomme
- Cadreur et coordinateur des effets spéciaux : Walter Wottitz
- Son : Jacques Carrère
- Décors : Théobald Meurisse
- Costumes : Colette Baudot
- Montage : Françoise Bonnot
- Production : Jacques Dorfmann
- Sociétés de production : Les Films Corona (France), Fono Roma (Italie)
- Société de distribution : Valoria Films
- Pays de production :  France,  Italie
- Langues originales : français, allemand et anglais
- Format : couleur (Eastmancolor) - 1.85:1 - son monophonique - 35 mm
- Genre : drame, guerre
- Durée : 139 minutes
- Dates de sortie :
  - France : 12 septembre 1969, ressorties le 12 janvier 2005 et le 6 mai 2015
  - Italie : 6 octobre 1970
  - États-Unis : 28 avril 2006, ressortie le 26 août 2015
- Mention CNC : tous publics, art et essai (visa d'exploitation no 35415 délivré le 17 septembre 1969)[2]
- Affiche : René Ferracci (France)

## Distribution
- Lino Ventura : Philippe Gerbier
- Simone Signoret : Mathilde
- Paul Meurisse : Luc Jardie
- Jean-Pierre Cassel : Jean-François Jardie
- Paul Crauchet : Félix Lepercq
- Christian Barbier : Guillaume Vermersch « Le Bison »
- Claude Mann : Claude Ullman « Le Masque »
- Alain Libolt : Paul Dounat, le jeune traître
- Alain Mottet : le commandant du camp
- Alain Dekok : Legrain, le jeune communiste
- Serge Reggiani : le coiffeur
- Georges Sellier : le colonel Jarret du Plessis
- Marco Perrin : Octave Bonnafous
- Hubert de Lapparent : le pharmacien Aubert
- Jean-Marie Robain : le baron de La Ferté-Talloire
- André Dewavrin : le colonel Passy (lui-même)
- Jeanne Pérez : Marie
- Albert Michel : un gendarme
- Denis Sadier : le médecin de la Gestapo
- Colin Mann : le dispatcher
- Anthony Stuart : le major de la Royal Air Force
- Michel Fretault : le patriote anonyme
- Jacques Marbeuf : un officier allemand
- Michel Dacquin : un condamné
- Gérard Huart : un prisonnier
- Percival Russell : un soldat allemand
- Franz Sauer : l'officier allemand
- Nathalie Delon : l'amie de Jean-François
- Marcel Bernier : l'adjudant douanier
- Gaston Meunier : le contrôleur de bagages
- Adrien Cayla-Legrand : Charles de Gaulle

Photos des principaux interprètes.
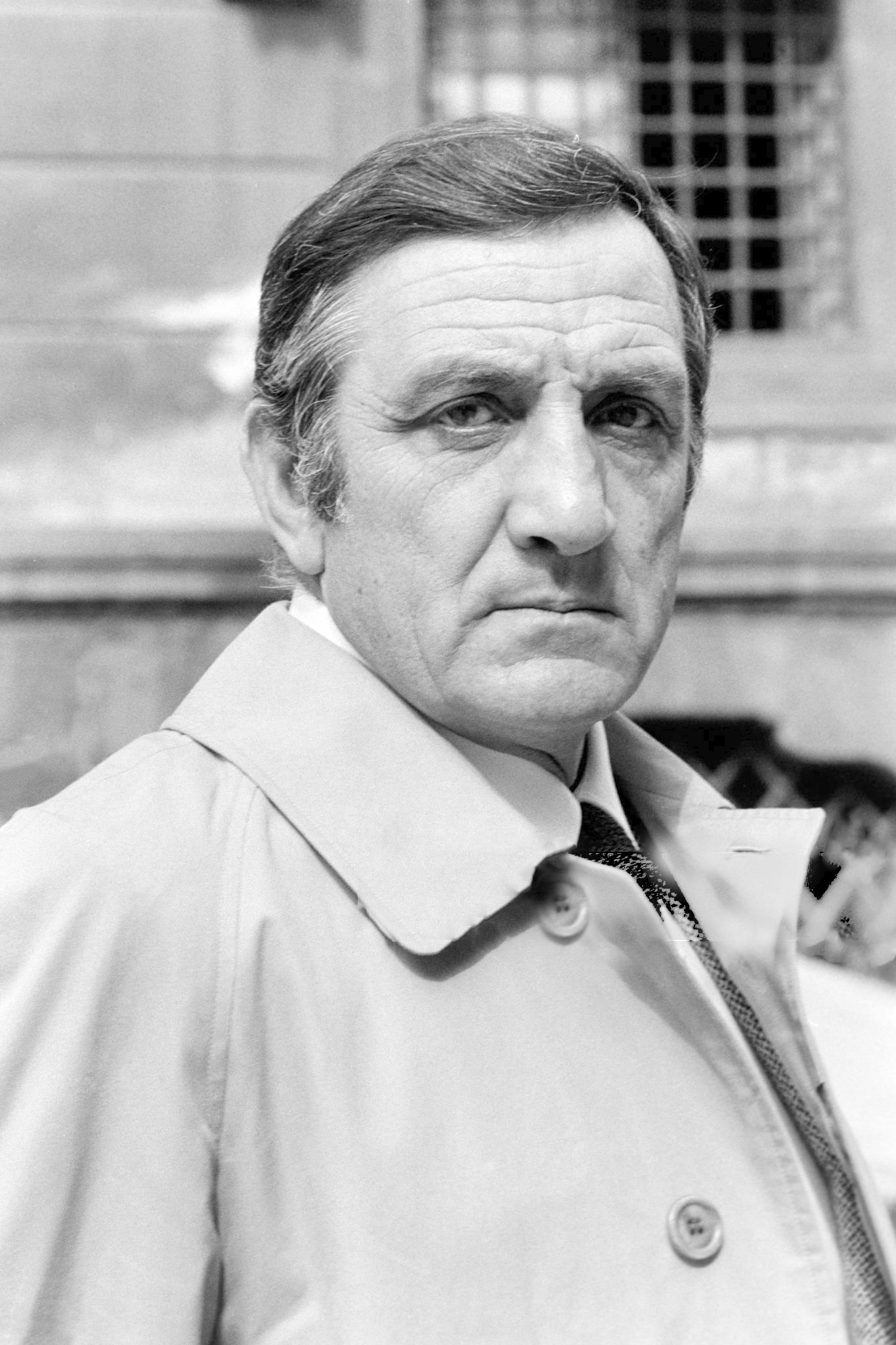
Lino Ventura en 1975.
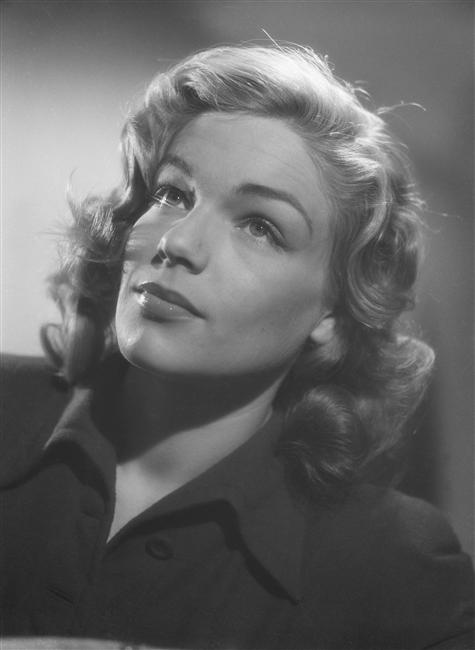
Simone Signoret en 1947.
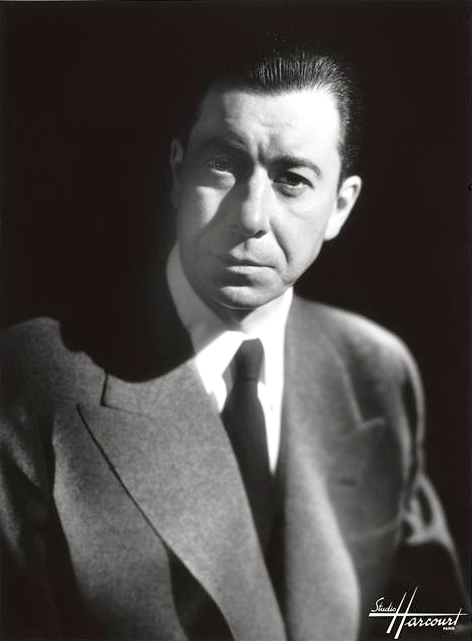
Paul Meurisse en 1953.
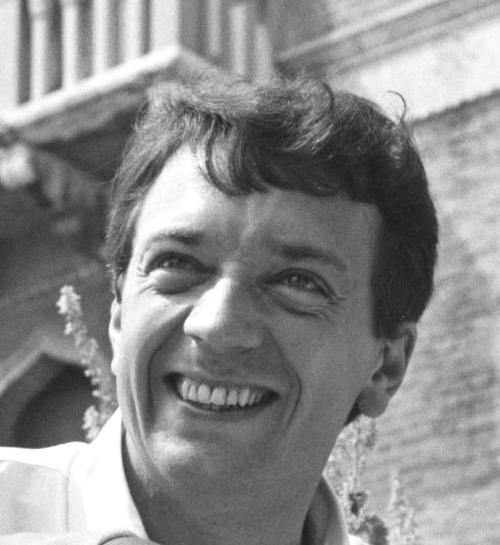
Jean-Pierre Cassel en 1962.

## Production

### Genèse
Pendant la Seconde Guerre mondiale, Jean-Pierre Melville découvre à Londres le roman L'Armée des ombres de Joseph Kessel. Au sortir de la guerre, Melville a déjà pour projet de le transposer à l'écran , mais commence par l'adaptation du Silence de la mer, de Vercors, qui sort en 1947. Puis il réalise un autre film sur l'Occupation en 1961, Léon Morin, prêtre. Ce n'est qu'après l'incendie de ses studios rue Jenner, qui le poussent à changer de producteur, qu’il se lance dans l'adaptation de l'ouvrage de Kessel. Melville choisit Robert Dorfmann, qui lui envoie son fils Jacques Dorfmann, ayant l'intention de le prendre comme producteur associé. Dorfmann et Melville s'accordent pour produire deux films, « car aucun réalisateur ne rate deux films de suite » selon Melville.
Melville explique en interview : « Il fallait que je le fasse complètement dépassionné, sans le moindre relent de cocorico. C’est un morceau de ma chair que j’ai porté en moi 25 ans et 14 mois exactement ».

### Tournage
André Dewavrin, alias le colonel Passy, joue son propre rôle dans le film. Durant la Seconde Guerre mondiale, Dewavrin était le patron de Melville à Londres quand le réalisateur faisait partie de la France Libre.
Pour le premier plan du film, qui voit les soldats allemands défiler sur la place de l'Étoile puis s'engager sur les Champs-Élysées, Jean-Pierre Melville obtint une autorisation exceptionnelle, allant contre une tradition qui voulait qu'aucun acteur portant l'uniforme allemand ne marchât sur la place. Vincente Minnelli n'avait ainsi pu mener à bien une scène similaire pour Les Quatre Cavaliers de l'Apocalypse. C'est donc la première fois que les spectateurs peuvent voir, en couleur, cette scène : ils doivent ressentir leur progression comme inéluctable. C'est l'une des deux séquences de sa filmographie dont Melville est le plus fier, (l'autre étant une scène du Doulos). Le plan seul coûta 25 millions de francs, et les conditions de tournage étaient particulièrement laborieuses : répétition à 3 heures du matin sur l'avenue d'Iéna, puis tournage à 6 heures, sonorisé par le bruit réel de bottes allemandes.
Sur le plateau de tournage, les échanges entre Melville et Lino Ventura sont réduits au minimum et les consignes du réalisateur envers son acteur principal sont données par l'intermédiaire d'un assistant. En effet, tous deux sont en froid depuis un malentendu survenu sur le tournage du Deuxième Souffle, mais un contrat obligeait l'acteur à tourner une seconde fois devant la caméra de Melville. Qui plus est, Melville fait tout pour agacer Ventura, afin de le mettre dans les conditions nécessaires - de son point de vue - avec le rôle.
C'est le second film que Melville tourne en couleur ; envisageant un traitement particulier de celle-ci, il fait appel au directeur de la photographie Pierre Lhomme, dont c'est la première collaboration avec Melville. La couleur est alors réduite à un dégradé de gris, enfermant les protagonistes dans une longue épreuve. Lhomme estime que le tournage fut « un apprentissage et une mise à l’épreuve quotidienne ».

### Lieux de tournage
- Scènes tournées dans le Rhône, à Lyon : Place de la Trinité (5e arrondissement) ; École de santé militaire (7e arrondissement)[11] ; jardins de l'ECAM (5e arrondissement ; scène du pique-nique avec vue en balcon sur Lyon).
- Scènes tournées à Marseille : devant le palais de justice de Marseille puis en voiture le long la corniche notamment devant la plage du Prophète avec gros plan sur l'ancienne plage du Prado (pas encore gagnée sur la mer) au niveau de la statue de DAVID. Puis la voiture s'arrête à la plage de la Pointe-Rouge et le jeune Dounat est tué dans une rue de ce quartier.
- Les scènes localisées au château de « La Ferté-Talloire » ont été tournées dans le parc du château de Rosny sur Seine (Yvelines), qui est facilement reconnaissable[12].
- La dernière scène se déroule avenue Hoche, quittant progressivement la place du Général-Brocard (8e arrondissement de Paris).
- Le champ de tir du camp militaire de Satory, reconnaissable à l'époque le long de l'ex-nationale N 186, correspond au stand de tir de Balard.

### Bande originale

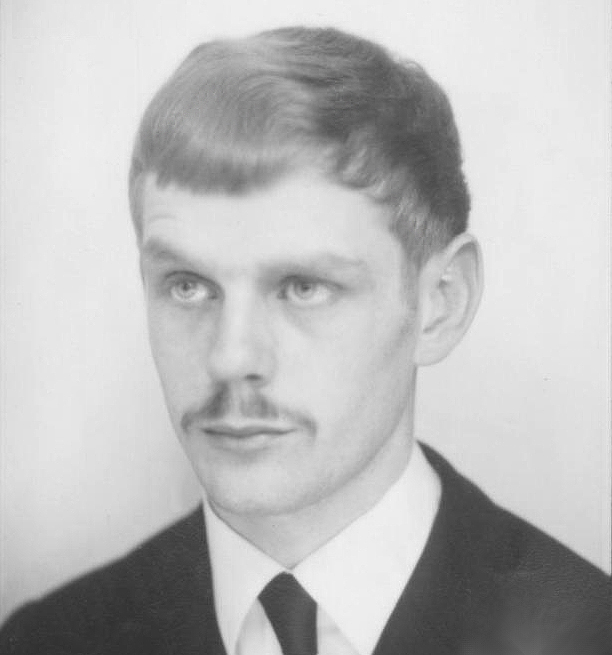
Éric Demarsan, ici vers 1958, met en musique le film.

Éric Demarsan compose la bande originale de L'Armée des ombres. Melville avait repéré le jeune musicien lors de l'enregistrement au studio Davout de la musique de François de Roubaix pour Le Samouraï (1967), au cours duquel Demarsan dirigeait l'orchestre,. Il lui avait alors lancé : « On se reverra certainement, monsieur d'Marsan ! »,. En réalité, Demarsan avait déjà côtoyé Melville sans pouvoir lui parler lorsqu'il travaillait comme copiste pour son ami Bernard Gérard quand ce dernier écrivait en urgence sa partition pour Le Deuxième Souffle (1966). Melville lui confie finalement un an après la musique de son film sur la Résistance,.

« Je n’ai rien lu du tout pour L'Armée des Ombres. Le film était pratiquement fini, pas monté et il ne m’a rien fait lire. Il m’a juste demandé thème par thème ce qu’il voulait. Il était complètement directif. Je n’ai vu les images qu’une fois les thèmes validés. J’ai joué les thèmes chez lui, un par un. Semaine après semaine, j’en apportais un : il y avait quatre thèmes. Et une fois qu’ils ont été validés, j’ai vu des images et j’ai commencé à faire de la dentelle. Ce n’est pas forcément toujours comme ça, ce n’est qu’avec lui que ça s’est passé ainsi. »

— Éric Demarsan, 2015.
Demarsan reconnaît avoir eu à subir « une pression, évidemment, car en plus je connaissais [le] caractère [de Melville] : on savait qu’il pouvait se fâcher tout rouge en deux secondes. Mais c'est vrai qu'il mettait la pression, sans même le vouloir vraiment. Il était très intimidant ». Face au sujet, le compositeur fait le choix d'éviter une écriture trop lyrique et préfère opter pour la retenue, tout en utilisant à la fois une formation symphonique, un accordéon et des instruments légèrement anachroniques par rapport à l'époque décrite dans le film comme l'orgue Hammond et la guitare électrique. Il livre ainsi une bande originale à l'écriture minimaliste, bien que jouée par un orchestre de grande taille. Au cours du montage, Melville déplace des morceaux prévus pour une séquence dans une autre. Tout en approuvant les choix du réalisateur, Demarsan évoque « un thème qui a disparu, qu'il n'a pas mis et que j'aurais bien aimé qu'il mette parce que je trouvais que c'était un joli thème, un thème intermédiaire, secondaire… Je me souviens du thème de Fourvière, qui n'y est plus… Mais à la réflexion, il avait sûrement raison, parce que c'était un thème qui n'apparaissait qu'une fois dans le film et ça encombrait plus qu'autre chose… ».
La pièce symphonique qui accompagne la marche de Gerbier vers le peloton d'exécution, souvent attribuée à Demarsan, est en fait un extrait de la suite d'orchestre Spirituals for Strings, Choir and Orchestra, du compositeur Morton Gould,. À l'origine, Melville, qui avait tourné la scène de la marche de Gerbier sur la musique de Spirituals, demande à Demarsan d'imiter l'œuvre originale de Gould. Demarsan ne croit pas à cette solution : « J’ai répondu que ça ne serait pas possible, que ça ne marcherait pas, mais j'ai quand même fait ce qu’il demandait : j'ai pris toutes les entrées d'instruments aux mêmes endroits, j'ai mis les mêmes timbales tout en lui disant que ça ne marcherait pas ». Mais le résultat, effectivement non concluant, amène le réalisateur et le compositeur à reprendre l'œuvre originale du compositeur américain. La composition de Demarsan figure dans le disque de la bande originale aux côtés de celle de Gould. Le morceau de Gould sert d'indicatif au générique de l'émission de télévision française Les Dossiers de l'écran, diffusée de 1967 à 1991.
Grâce à ce premier travail pour le grand écran en tant que compositeur en titre, Demarsan gagne la confiance de Jean-Pierre Melville. Il le retrouve sur Le Cercle rouge (1970), en remplacement de Michel Legrand,.

### Montage
La scène du défilé des soldats allemands sur les Champs-Élysées doit clore le film. Toutefois, in extremis, Melville décide que le plan fera l'ouverture plutôt que la fermeture.
Les dernières phrases annonçant le destin tragique des derniers personnages en vie n'étaient pas présentes dans le scénario original. Melville raconte que, lorsqu'il put projeter le film à Kessel, celui-ci sanglota quand il vit s'afficher ces sentences.

## Accueil

### Accueil critique
« L'occupation nazie, la lutte clandestine, rajeunies d'un quart de siècle. On croyait le sujet rebattu, il naît à peine […] voilà deux heures et demie qui font battre le cœur plus vite. La mise en scène est d'un classicisme maniaque, les acteurs ne cachent pas leur « métier », le récit ne perd jamais son droit fil. Pourtant cela se vit au premier degré, cela conserve la fraîcheur de l'action en devenir avec ses péripéties à surprises. Miracle melvillien d'une re-création totale, doublé d'un trouble qui agace longtemps la mémoire. On n'oubliera pas de sitôt cette France de ténèbres et de crimes, où glissent de funèbres tractions-avant. »

— Michel Mardore, Le Nouvel Observateur, 22 septembre 1969
Le film sort dans le contexte politique de l'après-Mai 68. Rendant hommage à la Résistance à une période où le rôle de celle-ci et de Vichy était fortement questionné en France, considéré comme un produit « gaulliste » alors que le général de Gaulle avait quitté brusquement ses fonctions quelques mois avant la sortie du film, il reçut une critique parfois négative, en particulier de la part des Cahiers du cinéma, qui entamaient alors un virage vers un discours plus politique. D'autres reprochent à Melville d'avoir adapté ses codes de film de gangsters à la thématique de la Résistance.
Ces mauvais échos critiques dissuadent les programmateurs américains de distribuer le film aux États-Unis. Il sort finalement en 2006 et cette sortie tardive est un événement cinéphilique unanimement applaudi par les critiques spécialisés. Il est même classé meilleur film de l'année par les critiques du magazine américain Premiere, de Newsweek, du LA Weekly et du New York Times.
Le film reçoit la récompense du meilleur film en langue étrangère lors des New York Film Critics Circle Awards 2006, et du meilleur film 2006 au « First Annual L.A. Weekly Film Critics Poll »,.
Sur le site agrégateur de critiques Rotten Tomatoes, le film obtient un score de 97 % d'avis favorables, sur la base de 73 critiques collectées et une note moyenne de 8,6/10. Sur Metacritic, le film obtient une note moyenne pondérée de 99 sur 100, sur la base de 24 critiques collectées.

### Accueil commercial
Lors de sa sortie en salles en septembre 1969, L'Armée des ombres connaît un début modeste avec 29 200 entrées dans trois salles à Paris, pour une moyenne de 9 733 entrées par salles, mais parvient à se maintenir dans les dix meilleures entrées durant plusieurs semaines. Resté quinze semaines à l'affiche à Paris, il totalise 455 134 entrées dans la capitale et sa banlieue. Sur l'ensemble du territoire français, il enregistre 1 401 822 entrées lors de sa sortie initiale.
| Semaine | Semaine                           | Rang | Entrées | Cumul     | Salles | no 1 du box-office hebdo.      |
| ------- | --------------------------------- | ---- | ------- | --------- | ------ | ------------------------------ |
| 1       | du 10 au 16 septembre 1969        | 21   | 27 310  | 27 310    | 3      | Le Cerveau                     |
| 2       | du 17 au 23 septembre 1969        | 15   | 32 102  | 59 412    | 4      | Il était une fois dans l'Ouest |
| 3       | du 24 au 30 septembre 1969        | 7    | 57 294  | 116 706   | 11     | La Bataille d'Angleterre       |
| 4       | du 1er au 7 octobre 1969          | 3    | 84 492  | 201 198   | 24     | La Bataille d'Angleterre       |
| 5       | du 8 au 14 octobre 1969           | 3    | 88 915  | 290 113   | 31     | Il était une fois dans l'Ouest |
| 6       | du 15 au 21 octobre 1969          | 5    | 79 663  | 369 776   | 32     | Hibernatus                     |
| 7       | du 22 au 28 octobre 1969          | 5    | 71 658  | 441 134   | 27     | Hibernatus                     |
| 8       | du 29 octobre au 4 novembre 1969  | 6    | 101 967 | 543 101   | 38     | Hibernatus                     |
| 9       | du 5 au 11 novembre 1969          | 5    | 120 687 | 664 088   | 50     | Hibernatus                     |
| 10      | du 12 au 18 novembre 1969         | 7    | 59 748  | 723 836   | 42     | Hibernatus                     |
| 11      | du 19 au 25 novembre 1969         | 10   | 52 662  | 776 498   | 39     | Il était une fois dans l'Ouest |
| 12      | du 26 novembre au 2 décembre 1969 | 13   | 42 061  | 818 559   | 36     | La Horde sauvage               |
| 13      | du 3 au 9 décembre 1969           | 10   | 44 432  | 862 901   | 39     | Le Clan des Siciliens          |
| 14      | du 10 au 16 décembre 1969         | 12   | 38 461  | 901 364   | 41     | Bambi (reprise)                |
| 15      | du 17 au 23 décembre 1969         | 8    | 49 296  | 950 660   | 53     | Le Clan des Siciliens          |
| 16      | du 24 au 31 décembre 1969         | 29   | 25 809  | 976 469   | 57     | Le Clan des Siciliens          |
| 17      | du 1er au 6 janvier 1970          | 26   | 24 043  | 1 000 512 | 42     | Le Clan des Siciliens          |
| 18      | du 7 au 13 janvier 1970           | 21   | 33 425  | 1 033 937 | 33     | Le Clan des Siciliens          |

Trente-sept ans après sa sortie française, L'Armée des ombres est distribué aux États-Unis dans une combinaison de salles limitée et rapporte 741 766 $. Ressorti en 2015 dans une seule salle américaine, le long-métrage récolte 25 450 $.

### Exploitation ultérieure
Le film est régulièrement diffusé à la télévision française, la plus ancienne trace remonte sur Antenne 2, qui l'a diffusé en deux parties le 23 et 24 juin 1975, la deuxième soirée étant diffusée dans le cadre de l'émission Les Dossiers de l'écran sur le sujet de la Résistance. Par la suite, il a été rediffusé le 24 août 1978 toujours sur Antenne 2, le 1er novembre 1981 sur Antenne 2 et en 1985.
L'Inathèque, qui recense les diffusions depuis 1995, note en janvier 2025 que L'Armée des ombres a été rediffusé vingt-trois fois, dont dix-neuf fois sur les chaînes nationales et quatre fois sur la TNT et les chaînes du câble du satellite.
Sur support vidéo, le long-métrage sort en VHS chez René Chateau en 1987, suivi d'une édition par Film Office en 1993 puis dans la collection Inoubliable Lino Ventura en 1997. La première édition DVD connue date du 29 mars 2005, éditée par StudioCanal. Le film fait l'objet de rééditions en DVD notamment dans des versions restaurées et est édité pour la première fois en Blu-ray en 2015, puis en Blu-ray 4k en 2024.
En janvier 2025, il est disponible dans cette version 4k restaurée sur la plupart des plateformes de streaming et de VOD : Netflix, Canal+, OCS, Apple TV, Amazon Prime Vidéo, la Cinetek entre autres.

## Analyse

### Thèmes
L'un des thèmes principaux du film est le silence, celui des personnages engagés en résistance qui font montre de solidarité mais restent ancrés dans la mort (les « ombres » du titre). Lorsque Gerbier s'apprête à quitter sa chambre londonienne (qu'il ne reverra plus), les pas des SS du lieu de torture de Félix retentissent déjà.
L'être humain s'incarne dans son costume, qui révèle son rôle, et c'est à ce titre que Melville filme des casquettes allemandes alignées dans les vestiaires d'une boîte de nuit comme autant de casques dans une armurerie. L'occupation militaire est anonyme (ni nom ni grade mentionné), l'ennemi devenant une entité globale.
Le réalisme n'est pas pour autant recherché par Melville, hors l'Occupation ; des contradictions dans les propos de Gerbier tendent à faire penser que les différentes scènes ne sont qu'un ensemble de souvenirs que le personnage revit avant de mourir.

### Inspirations
Jean-Pierre Melville suit très fidèlement le roman de Joseph Kessel, écrit en 1943, mais ajoute quelques détails de ses propres souvenirs de résistant.
Des références claires sont faites à des figures de la Résistance :
- Ainsi de membres du réseau Cohors-Asturies (Jean Gosset, René Iché) et du réseau de la confrérie Notre-Dame (notamment le colonel Rémy/Gilbert Renault).
- Le personnage de Luc Jardie (interprété par Paul Meurisse) fait directement référence à plusieurs personnalités :
  - Jean Cavaillès : on voit les titres de ses livres Transfini et continu et Méthode axiomatique et formalisme à 1 h 53 ; puis Philippe Gerbier, après son évasion, lit Méthode axiomatique et formalisme, un Essai sur le problème du fondement des mathématiques (qui n'est en réalité que le sous-titre de Méthode axiomatique et formalisme), Sur la Logique et la théorie de la science, Transfini et continu et Remarques sur la formation de la théorie abstraite des ensembles. Dans le film (à 2 h 6), ces livres auraient été écrits par Luc Jardie « avant la guerre » ; ce qui, dans la réalité, n'était pas le cas de Transfini et continu et encore moins de Sur la Logique et la théorie de la science, dont même le titre est posthume ;
  - Pierre Brossolette (la scène se déroulant entre Jardie et Gerbier sortant du cinéma s'inspire d'une sortie au cinéma entre Brossolette et Melville[4]) ;
  - Jean Moulin (Luc Jardie décoré par de Gaulle).
- Le personnage de Philippe Gerbier (interprété par Lino Ventura) évoque quant à lui :
  - Jean Pierre-Bloch[4], futur ministre (scène dans le camp d'internement) ;
  - Paul Rivière[4], assistant du général de Gaulle
  - le colonel Remy, agent secret (ses déplacements discrets en France occupée)[réf. nécessaire].
- Le personnage de Mathilde (interprété par Simone Signoret) se réfère à Lucie Aubrac[7] qui, encore professeure au début de la guerre, avait également enseigné l'histoire à Simone Signoret en Bretagne[38].

Par ailleurs, l'exécution de Mathilde est étrangement similaire à celle de Cora, dans La Chatte, d'Henri Decoin (1958), personnage d'ailleurs partiellement inspiré de Mathilde Carré.